# NHK笛吹藤野木中継局
NHK笛吹藤野木中継局（エヌエイチケイふえふきとうのきちゅうけいきょく）は、山梨県笛吹市にあるテレビ中継局。

## 中継局

### デジタル放送
置局なし 2010年に共同設備の整備予定

### アナログ放送
| 放送局名          | チャンネル | 空中線電力          | ERP                  | 放送対象地域 | 放送区域内世帯数 |
| NHK甲府教育テレビ | 42ch       | 映像100mw /音声25mw | 映像450mw /音声110mw | 全国         | 約-世帯          |
| NHK甲府総合テレビ | 44ch       | 映像100mw /音声25mw | 映像450mw /音声110mw | 山梨県       | 約-世帯          |

## 置局住所
- 笛吹市御坂町藤野木（金川対岸）